# Pelseneer-Insel
Die Pelseneer-Insel (französisch Île Pelseneer) ist eine 3 km lange und 1,5 km breite Insel vor der Danco-Küste des Grahamlands im Norden der Antarktischen Halbinsel. Sie liegt 3 km westlich der Brooklyn-Insel in der Wilhelmina Bay. Besonderes Merkmal dieser Insel sind drei Felsvorsprünge, die aus der Eisdecke herausragen.
Teilnehmer der Belgica-Expedition (1897–1899) des belgischen Polarforschers Adrien de Gerlache de Gomery entdeckten die Insel. Dieser benannte sie nach dem belgischen Zoologen Paul Pelseneer (1863–1945), ein Mitglied des Expeditionsausschusses und Autor einiger der zoologischen Berichte der Forschungsreise.